# Comtat de Sens
El comtat de Sens (en alguns períodes vescomtat de Sens) fou una jurisdicció feudal de França centrada a Sens. Els arquebisbes de Sens van adquirir progressivament poder però no les funcions comtals.

## Història
El primer que porta el títol de comte de Sens fou Arnold o Arnulf, nascut vers 794 i mort vers 841 fill de Teudelinda de Sens i de Lluís el Pietós (casats el 793), que va rebre el territori del seu pare vers 817. Fou partidari de Lotari (841) i després desapareix.
El següent comte conegut fou Rodolf fill de Güelf I comte a Suàbia, germà de l'emperadriu Judit de Baviera, per influència de la qual va rebre les abadies de Saint-Riquier i Jumièges, i va succeir a l'abat Lluís a Saint-Riquier. Junt amb el seu germà Conrad fou tonsurat l'abril del 830 pel fillastre de la seva germana, Lotari (després Lotari I) i enviat a Aquitània per ser custodiat per Pipí I. Els Annales Alamannicorum l'esmenten com un dels comtes que va jurar fidelitat el 864 i el Annales Bertiniani diuen que va morir el 866 igual que el continuador d'Adonis. La mort fou el 15 d'octubre. Estava casat amb Hrudun i va tenir quatre fills: Welf o Welfó, abat de Sainte-Colombe-de-Sens que el va succeir fins a la seva mort el 881, Conrad, comte de Paris del 862 al 864, que va assolir el govern de Sens però va morir al cap d'uns mesos o setmanes († 882), Hug, religiós, i Rodolf (II) comte a Augstgau, mentre Helgald, d'origen desconegut, esdevenia abat Saint-Riquier (segons les fonts fou successor de Rodolf i antecessor de Guelfó, però això sembla un error). Per aquest temps s'esmenta a Aubry com a "senyor" de Sens, casat amb una filla d'Odó d'Orleans i seguidament apareix com a comte de Sens i de Nevers (vers 882-921) Ricard el Justicier duc de Borgonya (+ 921) també comte d'Auxerre, comte de Chalon, de Mâcon, i d'Autun (898) casat (vers 888) amb Adelaida d'Auxerre, filla de Conrad II d'Auxerre i d'Ermetruda d'Alàcia (Conrad II era fill de Conrad I Borgonya, el comte de París i Sens). Posteriorment el territori de Sens fou governat per vescomtes.
El primer vescomte esmentat fou Guarner que fou vescomte per Ricard el Justicier i comte de Troyes (vers 895/896). Va morir en lluita contra "els pagans" (normands?) a Monte Chalo el 6 de desembre del 924; estava casat amb Teutberga d'Arle, filla de Teobald d'Arle comte d'Arle (869-895) i de Berta de Lotaríngia ([880/890]- + abans de setembre del 948). Guarner va tenir quatre fills segurs i dos suposats: Hug de Troyes, Ricard (comte de Troyes i vescomte de Sens), Manassès (arquebisbe d'Arle des de 914 a 962, bisbe de Trento del 933 al 957 i de Viena del Delfinat del 935 al 948 i arquebisbe de Milà 950-960), Bosó, Fromond (vescomte de Sens) i Teutberga.
Hug mort abans del 948, fou comte palatí de Borgonya (abans del 927 quan fa la primera donació). Es va casar dues vegades; el nom de la primera esposa no es coneix; i en segones noces amb Vil·la (906/907-967/986) filla del rei Lluís de Borgonya; amb la primera esposa va tenir un fill, Bosó, i amb la segona tres, Guarner, Teobald (arquebisbe de Viena del Delfinat 967-986) i Humbert (de vegades identificat amb Humbert comte de Belley i pare d'Humbert I el de les Mans Blanques comte de la Mauriena, després Savoia, cosa bastant improbable) 
Fromond és esmentat com a vescomte pel cronicó de Sancti Petri Vivi Senonensis que diu que va capturar el Castellum Sactis Columbae el 942. No és segur que fos el mateix Fromond fill de Guarner o fins i tot que fos de la família (almenys directe), però com que cap altre vescomte apareix citat entre la mort de Guarner el 924 i el 942, cal suposar que efectivament es tractaria del fill. Teotberga, la seva suposada germana, se sap que es va casar amB el comte Carles Constantí de Vienne (Viena del Delfinat) fill de l'emperador Lluís III d'Itàlia. No se sap que sigui de la branca dels comtes de Troyes i vescomtes de Sens i s'ha situat aquí pels historiadors per l'onomàstica. A Guarner l'hauria succeït a Troyes i a Sens el seu fill Ricard (vers 925); Ricard degué morir vers el 936 quan Troyes passa a Hug el Negre de Borgonya. Llavors Fromond hauria estat vescomte a Sens i va morir el 13 d'agost del 948 segons el sacramentari de la catedral de Sens i el necrològic de l'abadia de Saint-Magloire. Va deixar dos fills: Renard I i una filla que fou la mare de Sewin (arquebisbe de Sens 978-17 d'octubre de 999), Isembard (+978) i una filla mare de Renard, abat del monestir de Sant Pere (+1015) i una filla, mare al seu torn de Thierry (+ entre 1016 i 1024) que fou bisbe d'Orleans
Renard I el Vell el va succeir a Sens, on es va titular comte i va governar fins a la seva mort vers 996/999. És esmentat com a comte (i no vescomte) a la Genealogia Comitum Flandriæ i als Annales sanctæ Columbæ Senonenses. Va deixar dos fills, Fromond II i Alix (casada amb Jofre de Joigny i després amb Engelbert III de Brienne. El primer el va succeir com a comte de Sens i va morir el 1012. Es va casar amb una filla de Ragenold comte de Roucy i va deixar quatre fills: Renard II que el va succeir; Fromond III (+vers 1016) que va fer un cop de mà (vers 1015) i va ocupar Sens fugint el seu germà despullat, però que va acabar derrotat i capturat pel rei Robert II de França i empresonat a Orleans el 1016 on va morir poc després; Brunó, arxidiaca de Sens, aspirant a bisbe; tresorer a Langres vers 1032; Renald, abat de Sainte-Marie du Charmier, mort entre 1016 i 1024.
Renard II (+ 1055) va succeir a Fromond; va perseguir a l'església i el 1015 fou enderrocat pel seu germà havent de fugir despullat i aconseguint refugiar-se amb Eudes II de Blois junt amb el qual va construir el castell de Montereau. Encara portava el títol de comte; Sens fou ocupada pel rei de França (1016) però evacuada. La seva mort està registrada al Chronicon Sancti Petri Vivi Senonensis el 1055 i poc després el rei Enric I de França va ocupar la ciutat (vers 1058). Renard II es va casar amb Juvilla i foren els pares de Fromond IV de Sens que es va proclamar comte a la mort del seu pare però fou expulsat per les tropes reials al cap d'uns tres anys (apareix encara en una donació el 1058 i el rei Enric I va morir el 1060). Es va casar amb Gisberta i va deixar un fill, Renard (III).
Llavors tornen els vescomtes derivats d'un noble de nom Mainard esmentat en una donació el 1032 que va tenir un fill de nom Daimbert que fou vescomte de Sens abans del 1032. El seu germà Mainard fou bisbe de Troyes el 1034 i arquebisbe de Sens (en substitució de Gelduí, arquebisbe 1032-1049 que fou deposat) el 1049 i va morir el 1062 després de 12 anys tres mesos i 8 dies com a arquebisbe)
El següent vescomte fou Guerí (+ vers 1074) pare de Manassès, que el va succeir i apareix documentat vers 1114. Es va casar amb Margarita de Monthléry filla de Miló senyor de Momthléry. va tenir tres fills: Saló que segueix; Renald, abat de Saint-Jean de Sens; i Manassès.
Saló de Sens (+ 5 d'abril de 1168) va succeir al seu pare i se l'esmenta en carta del 1130 i al necrològic de Sens; casat amb Elisabet. Va tenir tres fills: Guerí II que segueix; Bucard i Ermesinda (casada amb Galerà). Guerí apareix en una donació de 1165 i una altra de 1167. Va morir un 24 de gener però no se sap l'any.

## Llista de comtes i vescomtes

### Comtes de Sens
- Arnulf 817-841
- Rodolf el Güelf 841?-866 germà de Conrad (comte de París)
- Welfó 866-881
- Aubry 882
- Adelaida d'Auxerre, filla de Conrad II d'Auxerre (fill de Conrad I)
- Ricard el Justicier, duc de Borgonya 882-924

### Vescomtes de Sens
- Guarner vers 895-924
- Ricard 924-936
- Fromond I 936-948

### Comtes de Sens
- Renard I el Vell 948-996/999
- Fromond II 996/999-1012
- Renard II 1012-1015
- Fromond III 1015-1016
- Renard II (segona vegada) 1016-1055
- Fromond IV 1055-1058
- A la corona de França 1058
- Renard III, titular nominal

### Vescomtes de Sens
- Daimbert vers 1032
- Guerí I vers 1074
- Manassès vers 1114
- Saló abans de 1130-1168
- Guerí II vers 1165-?